# Золотов, Юрий Фёдорович
Юрий Фёдорович Золотов (1 августа 1944 — 31 октября 2020	) — советский и российский тренер и преподаватель по лыжным гонкам. Заслуженный тренер России (1994).

## Биография
Юрий Фёдорович Золотов родился 1 августа 1944 года в поселке Октябрьский Радищевского района Ульяновской области. В юности занимался лёгкой атлетикой, лыжными гонками и биатлоном.
В 1961 году поступил на факультет физического воспитания и спорта Пензенского педагогического института и окончил его в 1968 году. С 1963 по 1966 год служил в рядах Советской Армии.
С 1968 по 1969 год работал тренером-преподавателем спортивного клуба имени Воровского. С 1969 по 1972 год был преподавателем кафедры физического воспитания Казанского государственного университета. С 1972 по 1974 год — старший преподаватель кафедры физического воспитания Куйбышевского инженерно-строительного института.
В 1974 году перешёл работать в Казанский национальный исследовательский технический университет имени А. Н. Туполева, где был сначала преподавателем, а затем старшим преподавателем и доцентом кафедры физического воспитания.
С 1985 по 1988 год был председателем тренерского совета ЦС СДСО «Буревестник». Привлекался к подготовке сборных команд СССР на четырёх зимних Универсиадах (1987, 1989, 1991, 1993).
За годы своей тренерской работы Золотов подготовил 43 мастера спорта, наиболее высоких результатов среди которых добились:
- Николай Герасимов — чемпион зимней Универсиады 1987 года, бронзовый призёр чемпионата СССР 1988 года[4],
- И. Максимов — чемпион зимней Универсиады 1993 года,
- Игорь Бушмелёв — заслуженный тренер Украины (первый тренер Елены Зубриловой)[5].

## Публикации
- Золотов Ю. Ф., Герасимов Н. П. Основы техники лыжных ходов: Подготовка лыжников гонщиков в условиях вуза: учебное пособие. — Казань: КГТУ, 2008. — 146 с.

## Награды и звания
- Почётное звание «Заслуженный тренер России» (1994).
- Знак «За заслуги в развитии физической культуры и спорта Республики Татарстан» (2004).
- Заслуженный работник физической культуры Республики Татарстан (2007)[6].